# Schwanengesang

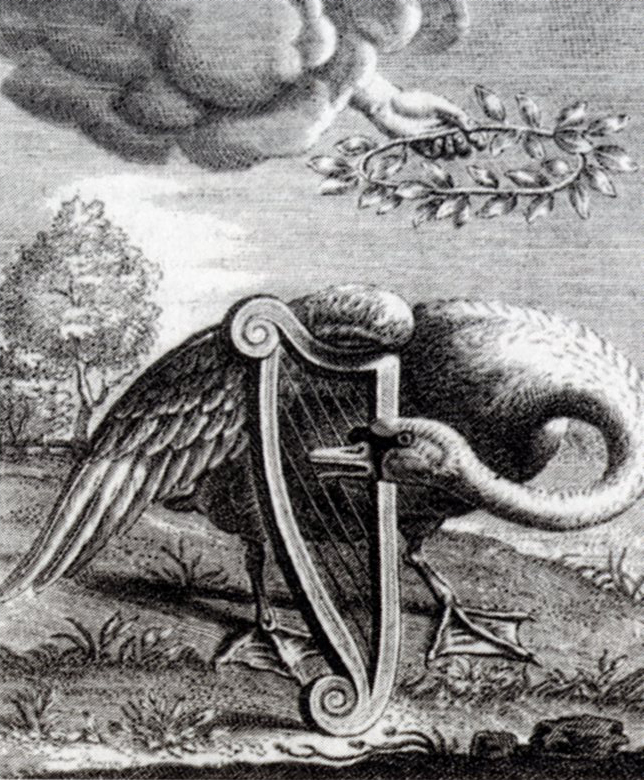
Reinier van Persijn, Singender Schwan, Allegorie

Als Schwanengesang bezeichnet man das letzte Werk eines Musikers oder eines Dichters. Auch die letzte Rede eines Politikers wird oft in einem weiteren Sinne des Wortes als Schwanengesang bezeichnet. Eine andere Bezeichnung ist Schwanenlied (u. a. bei Gottfried August Bürger, Clemens Brentano, Hedwig Dohm). Der letzte Werkzyklus von Heinrich Schütz aus seinem Sterbejahr 1672 heißt Schwanengesang (SWV 482-494), ein typisches Alterswerk. Berühmt ist der letzte Liederzyklus von Franz Schubert, der nach dessen Tod von seinem Verleger unter dem Titel Schwanengesang zusammengestellt wurde.

## Etymologie
Der Ausdruck geht auf einen alten griechischen Mythos zurück, der besagt, dass Schwäne vor ihrem Tode noch einmal mit trauriger, jedoch wunderschöner Stimme ein letztes Lied anstimmen. In einer Fassung dieses Mythos wanderte Kyknos in einem Pappelhain am Ufer des Flusses Eridanus, den Tod seines treuesten Freundes Phaëton betrauernd. Dabei sang er auf eine von keinem anderen Gesang an trauriger Schönheit übertroffene Weise. Da hatten die Götter Mitleid mit ihm und verwandelten ihn in einen Schwan aus leuchtenden Sternen. In Phaidon erklärt Sokrates den besonders eindrucksvollen und fröhlichen Gesang der Schwäne vor ihrem Tod mit deren Vorkenntnis des Guten in der Unterwelt.
Einer der ältesten Belege für die Vorstellung, Schwäne würden bei ihrem Tod in einen traurigen Gesang verfallen, findet sich in der Tragödie Agamemnon von Aischylos: Nachdem Klytaimnestra ihren Gatten Agamemnon und dessen Sklavin Kassandra getötet hat, weist sie darauf hin, Kassandra habe vor ihrem Tod eine letzte Prophezeiung getätigt, so wie Schwäne ein letztes Mal sängen.
In der Musik wurde die mythologische Überlieferung unter anderem aufgegriffen von Orazio Vecchi und Jakob Arcadelt mit Il bianco e dolce cigno im 16. Jahrhundert oder von Orlando Gibbons mit The Silver Swan (1612).